# Denezy
Denezy (toponimo francese) è una frazione di 128 abitanti del comune svizzero di Montanaire, nel Canton Vaud (distretto del Gros-de-Vaud).

## Storia

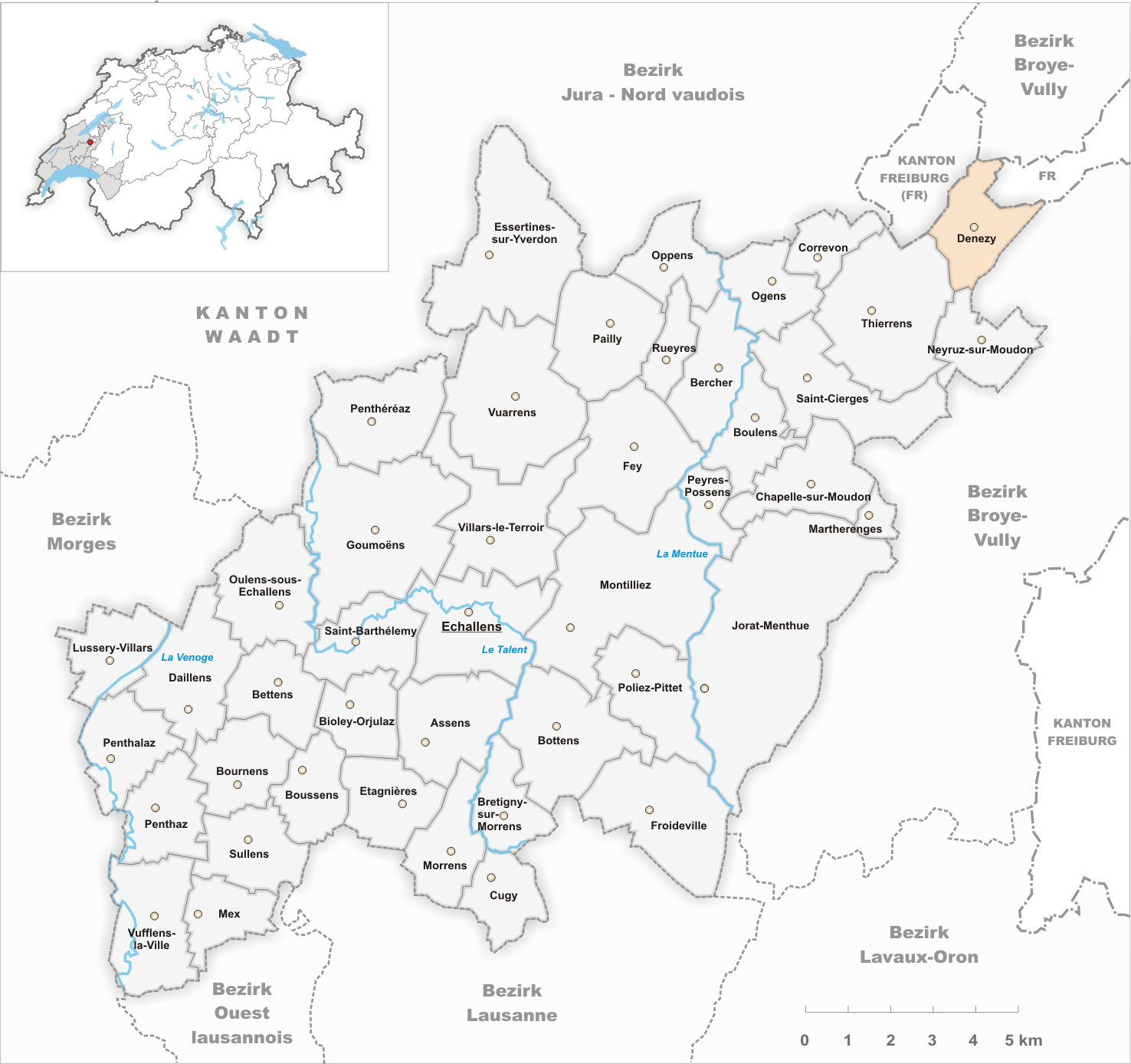
Il territorio del comune di Denezy prima degli accorpamenti comunali del 2013

Già comune autonomo che si estendeva per 3,79 km², nel 2013 è stato accorpato agli altri comuni soppressi di Chanéaz, Chapelle-sur-Moudon, Correvon, Martherenges, Neyruz-sur-Moudon, Peyres-Possens, Saint-Cierges e Thierrens per formare il nuovo comune di Montanaire.

### Simboli
Il cervo e i colori derivano dallo
stemma della famiglia Cerjatche governò Denezy dal 1409 fino alla Rivoluzione francese. La croce di Sant'Andrea si riferisce alla cappella, elevata a chiesa parrocchiale nel 1228 e dedicata a sant'Andrea.

## Monumenti e luoghi d'interesse
- Chiesa riformata, attestata dal 1228[1].

## Società

### Evoluzione demografica
L'evoluzione demografica è riportata nella seguente tabella:
Abitanti censiti

## Amministrazione
Ogni famiglia originaria del luogo fa parte del cosiddetto comune patriziale e ha la responsabilità della manutenzione di ogni bene ricadente all'interno dei confini della frazione.